# Woolly Mammoth: Secrets from the Ice
Woolly Mammoth: Secrets from the Ice è una serie televisiva narrata dalla paleontologa Alice Roberts che spiega come si comportava e come viveva uno dei più famosi mammiferi dell'era glaciale, il Mammut lanoso.

## Trama
La famosa esploratrice Alice Roberts ci porta in ogni luogo dell'emisfero settentrionale per mostrarci come viveva e qual era il comportamento abituale del Mammut lanoso, un enorme pachiderma lontano antenato dell'Elefante indiano.
Animali comparsi
- Mammut lanoso
- Bue muschiato
- Bisonte americano
- Saiga
- Caribù
- Elefante africano